# Rogério Zimmermann
Rogério Garcia Zimmermann, mais conhecido apenas como Rogério Zimmermann (Porto Alegre, 10 de junho de 1965), é um treinador e ex-futebolista brasileiro, que atuava como lateral-direito. Atualmente comanda o Novo Hamburgo.

## Carreira

### Como jogador
Atuou como lateral-direito apenas nas divisões de base de Cruzeiro-RS e São José-RS, ambos da capital gaúcha, não chegando a se profissionalizar como atleta.

### Como treinador
Zimmermann iniciou sua carreira como técnico das categorias de base do São José-RS em 1983. Em 1990 foi trabalhar nas categorias de base do Grêmio FBPA. Dirigiu em 2002 a equipe profissional do ECUS (Suzano/SP). Trabalhou também em outros clubes do Rio Grande do Sul, como Canoas, Santa Cruz-RS e Pelotas, e também na Cabense, de Pernambuco.

#### Trajetória heroica no Xavante
Em 2012, assumiu como treinador do Brasil de Pelotas, sendo esta sua segunda passagem pelo clube. No ano seguinte, conquistou com o clube o título da Divisão de Acesso do Campeonato Gaúcho, levando novamente o Brasil à Primeira Divisão após um período de quatro anos.
Em 2014, conseguiu novo acesso com o Brasil. Dessa vez, no Campeonato Brasileiro, no qual o clube alcançou o segundo lugar na Série D. O vice-campeonato veio ao perder nos pênaltis para o Tombense Futebol Clube, fora de casa.
Em outubro de 2015, o Brasil de Pelotas empatou em 0–0 com o Fortaleza, após vencer por 1–0 no primeiro jogo, e foi promovido à Série B do Campeonato Brasileiro de 2016.
No dia 20 de julho de 2017, durante a disputa da série B do Campeonato Brasileiro, Rogério Zimmermann foi demitido da equipe de Pelotas, após cinco anos de grandes sucessos e da recolocação histórica do clube na segunda divisão do futebol brasileiro. Ele comandava o segundo mais longevo trabalho do país, com cinco anos e três meses e, na época, ficava atrás apenas de Claudio Tencati, do Londrina.

#### Passagem pelo Joinville
Em 2017, foi contratado pelo Joinville. Permaneceu por 6 (seis) meses. Neste período disputou a Copa Santa Catarina 2017 e o Campeonato Catarinense 2018.

#### Retorno ao Brasil de Pelotas, em 2018 e 2019
Após jogar 24 rodadas, o Brasil de Pelotas estava na 18ª colocação da Série B do campeonato brasileiro, na frente apenas de Sampaio Corrêa e Boa Esporte, com os comandos de Clemer e Gilmar Dal Pozzo, até então. No dia 29/08/2018, Rogério Zimmermann foi anunciado pelo clube, sendo a sua terceira passagem no Brasil de Pelotas, com a missão de livrar o time do rebaixamento à série C do campeonato brasileiro. Na 36ª rodada, após a vitória fora de casa por 1x0 contra o Boa Esporte, o Brasil se garantiu matematicamente na Série B de 2019, sendo a quarta vez consecutiva do Brasil nesta divisão.
Rogério encerrou sua terceira passagem com 8 vitórias em 14 jogos na Série B. Por decisão própria, decidiu não renovar com o Xavante para a temporada 2019 e Paulo Roberto Santos foi contratado para a vaga
Em 27 de março de 2019, Após um campeonato gaúcho ruim, Rogério Zimmermann voltou ao Bento Freitas, saudado pela torcida Xavante, comandou o clube na série B do mesmo ano nas rodadas inicias, pediu demissão durante a pausa para a Copa América do mesmo ano, insatisfeito com os atrasos salariais, deixou o clube com 8 jogos, 3 vitórias e 5 derrotas, em décimo terceiro na série B.

#### Passagem curta pelo Belo
Em 2020, comandou o Botafogo-PB no Campeonato Brasileiro - Série C, seu trabalho durou apenas quatro meses, e em 02/11/2020, o clube paraibano anunciou a demissão do treinador.

#### Rebaixamento no Gauchão e boa campanha com o Esportivo na Série D
Em 19 de março 2021, foi anunciado como novo treinador do Clube Esportivo Bento Gonçalves, para substituir o recém demitido Luís Carlos Winck. Zimmermann disputou apenas três jogos pelo Campeonato Gaúcho, com duas derrotas e um empate, pediu demissão do clube alegando problemas pessoais . Quem o substituiu até o final do Campeonato Gaúcho foi o seu auxiliar Gustavo Papa, que apesar de melhorar o desempenho, não conseguiu salvar o time do rebaixamento no estadual. Porém, Zimmermann retornou ao clube para a disputa do Campeonato Brasileiro de Futebol - Série D, e chegou até as oitavas de final da competição, perdendo apenas para a Ferroviária.

#### Passagem curta pelo Caxias
Em 15 de dezembro de 2021, após não renovar com o Esportivo, Zimmermann foi anunciado como novo treinador do Caxias, onde permaneceu até o final do Campeonato Gaúcho de 2022, sendo desligado do clube. A não classificação para as semifinais, pesou na decisão.

#### Retorno ao Xavante, mais uma vez
No final de 2022, iniciou sua sexta passagem pelo Grêmio Esportivo Brasil. Comandou o clube em toda temporada 2023, no Gauchão, onde terminou na sétima posição; na Série D do Brasileirão, onde chegou até a segunda fase da competição, sendo eliminado para o Patrocinense; e na Copa do Brasil, onde fez uma boa campanha , chegando na terceira fase, e se despedindo fazendo frente ao Atlético-MG, perdendo por 3 a 2 no agregado.

#### Rebaixamento com o São Caetano
Em 2 de fevereiro de 2024, foi anunciado como novo treinador do São Caetano para a disputa do Campeonato Paulista Série A3. Porém, acabou não vingando e foi rebaixado para a Série A4 do Paulistão com o clube. Para este trabalho, Zimmermann não contou com Gustavo Papa como auxiliar, já que o profissional estava treinando o Esportivo.

#### Campeão pelo São José
Em 5 de julho de 2024, foi contratado pelo São José para comandar o clube na Série C. Agora com o retorno de Gustavo Papa na comissão técnica, assumiu a equipe em uma situação bastante delicada na terceira divisão, e não conseguiu evitar o rebaixamento para a Série D. Ainda em 2024, permaneceu no Zequinha para a disputa da Copa FGF, e em 24 de novembro, sagrou-se campeão da competição, após vencer o Ypiranga nos pênaltis, garantindo o clube na Copa do Brasil e na Recopa Gaúcha de 2025.
Após um começo turbulento no Gauchão 2025, que levou o clube a disputar a quadrangular do descenso, Zimmermann e sua comissão técnica foram desligados do Zeca, em 17 de fevereiro de 2025.

#### Acesso com o Novo Hamburgo
Atualmente, Zimmermann comanda o Novo Hamburgo. Foi anunciado como treinador do Anilado em 23 de junho de 2025, para substituir Marcelo Caranhato, na disputa da Divisão de Acesso. Assumiu o clube na 8º rodada, e na 8º colocação. Conseguiu recuperar o time, e terminou a primeira fase em 4º lugar, com 24 pontos  Nas quartas de final passou por cima do Gramadense, com um empate sem gols na ida, e uma goleada de 5 a 1 na volta. Nas semifinais, Zimmermann carimbou o retorno do Nóia à elite do futebol gaúcho, e contra o maior rival do clube, o Aimoré, vencendo na ida, em casa, por 3 a 1, e segurando um empate em 0 a 0 fora de casa na volta.

## Títulos

### Como treinador
Brasil de Pelotas 
- Torneio da Paz (Torneio de Verão): 2004
- Campeonato Gaúcho - Série A2: 2004 e 2013
- Taça 49° Aniversário da Cidade de Sapiranga: 2004
- Troféu 38° Aniversário da Rádio Universidade (UCPel): 2005
- Campeonato da Região Sul-Fronteira: 2012
- Campeonato do Interior Gaúcho: 2014 e 2015

São José 
- Copa FGF 2024

## Campanhas de destaque

### Como treinador
Brasil de Pelotas
- Copa Emídio Perondi: 2005 (vice-campeão)
- Copa FGF (Copa Hélio Dourado): 2012 (vice-campeão)
- Campeonato da Região Sul-Fronteira: 2013 (vice-campeão)
- Campeonato Gaúcho: 2014 e 2015 (terceiro colocado em ambos)
- Campeonato Brasileiro - Série D: 2014 (vice-campeão e promovido)
- Campeonato Brasileiro - Série C: 2015 (quarto colocado e promovido)

Novo Hamburgo
- Campeonato Gaúcho - Série A2: 2025 (promovido)